# Conrado Matamala
Antonio Matamala Sistac (Binéfar, Huesca; 26 de febrero de 1918 – 30 de agosto de 1999) fue un futbolista y entrenador español.

## Trayectoria
Comenzó jugando en el Real Oviedo Vetusta a los catorce años, para continuar después en la Unión Deportiva Melilla, ciudad en la que hizo el servicio militar.
De allí pasó al Real Club Deportivo Espanyol, donde permaneció durante la temporada 1940-41, aunque solo jugó un partido oficial . Fue traspasado al Real Zaragoza, donde permaneció ocho temporadas, una de ellas en Primera División. Terminó su carrera como jugador en el Atlético Calatayud Club de Fútbol, aunque permaneció durante muchos años más vinculado al fútbol como entrenador y director de la Escuela Aragonesa de Preparadores.
Era hermano del también futbolista Antonio Matamala Sistac